# Aquaventura
Aquaventura is een computerspel dat werd ontwikkeld en uitgegeven door Psygnosis Limited. Het spel werd uitgebracht in 1992 voor de Commodore Amiga. Na een kernoorlog leven er nagenoeg geen mensen meer op aarde. Degene die overleefd hebben moeten een onderwaterkolonie bouwen. Een buitenaardse ras maakte misbruik van deze situatie en hebben de aarde verovert en acht van deze kolonies ingenomen. De speler moet met een boven het wateroppervlak vliegen en de ruimtewezens en energiegeneratoren vernietigen.

## Ontvangst
| Beoordeeld door                | Datum         | Score |
| ------------------------------ | ------------- | ----- |
| Amiga Format                   | augustus 1992 | 73%   |
| Amiga Joker                    | juli 1992     | 72%   |
| Amiga Action                   | augustus 1992 | 70%   |
| Pelit                          | april 1992    | 65%   |
| CU Amiga                       | augustus 1992 | 60%   |
| ASM (Aktueller Software Markt) | augustus 1992 | 58%   |
| Génération 4                   | juli 1992     | 58%   |
| Power Play                     | juli 1992     | 45%   |